# Масерија Виђани (Потенца)
Масерија Виђани (итал. Masseria Viggiani) је насеље у Италији у округу Потенца, региону Базиликата.
Према процени из 2011. у насељу је живело 119 становника. Насеље се налази на надморској висини од 787 м.